# Adriano Samaniego
Adriano Samaniego (Luque, 8 de setembro de 1963) é um ex-futebolista paraguaio que atuava como atacante.

## Carreira
Adriano Samaniego integrou a Seleção Paraguaia de Futebol na Copa América de 1995.